# سلام الكعدة (الجعافرة)
سلام الكعدة هي إحدى مشيخات المملكة المغربية، تتبع جغرافيا لإقليم الرحامنة وإداريًا لالجعافرة. يقدر عدد سكانها بـ 4529 نسمة حسب الإحصاء الرسمي للسكان والسكنى لسنة 2004.